# 张淑妃 (明世宗)
張淑妃（?—?），名失考。明朝明世宗朱厚熜之妃。

## 生平
張氏的出生及入宮時間均不詳。嘉靖二十一年（1542年），張氏居住於西苑仁壽宮。二月十二日，明世宗令禮部將「未封御侍」二人封為妃，張氏封為淑妃，馬氏封為貞妃。同年二月二十八日，正式冊封淑妃、貞妃，命成國公朱希忠代告景神殿，京山侯崔元、遂安伯陳鏸為正使持節，大學士翟鑾、禮部尚書嚴嵩為副使捧冊。張淑妃的後事及卒年均不詳。《欽定日下舊聞考》及《歷代陵寢備考》列出葬於金山峯峪口的世宗嬪名單時，名單內有一位為「張淑嬪」，疑為張淑妃之誤寫。
此外，張淑妃或與嘉靖四十年西苑萬壽宮大火有關。《管窺小識》稱宮內有位太監名為冀櫂，原本是廣東苗族人，後被沒入掖庭，因聰明機靈、善於揣摩皇帝的心意而得到嘉靖帝的寵信，嘉靖四十年十一月某天晚上，萬壽宮被大火燒毀，火其實是從「張貴妃」的居所燒起來的，「張貴妃」為了逃避責任，就把罪責推到冀櫂身上，令嘉靖帝大怒，將冀櫂貶謫到南方去做淨軍。這位張貴妃有可能是張淑妃或皇五女嘉善公主之生母張德妃。明朝文學家沈德符撰《萬曆野獲編》則有另外一個說法，稱嘉靖四十年十一月萬壽宮發生大火，所有的乘輿、服飾及先朝珍寶盡數焚燬，傳言火災是嘉靖帝飲酒之後，與新幸宮姬尚美人在貂帳中玩小煙火時不慎引起的。然而，以上兩個說法均沒有確實證據。

## 冊文
根據《明世宗肅皇帝實錄》，其淑妃冊文曰：
```
「王化肇基，實始閨儀之淑；坤元協贊，允資婦順之良。眷惟窈窕之姿，久著精禋之績，爰遵彝典，庸示渥恩。咨爾張氏，溫惠成性，柔靜有常，供事內庭，克持敬慎，流徽音於彤史，著成績於玄儀。是以錫恩，式加渙號，茲特遣使持節，封爾為淑妃，錫之冊命。於戲！褕衣入侍，進參九御之班；椒掖升名，顯示六宮之寵。益修爾德，永迓于休，欽哉！」
```

由此可知，張淑妃性情溫和仁惠，嫻靜溫柔，長期以來在宮廷祭祀中表現突出，供事內庭時亦恭敬謹慎，故而嘉靖帝特賜恩典，下旨冊封其為淑妃。有學者根據冊文中「供事內庭，克持敬慎」的字眼，推測張淑妃可能原是宮女或女官。

## 備註
1. ↑  嘉靖二十一年二月，冊封張氏、馬氏為妃，冊封儀仗隊和執事官自紫禁城出發，「由右順門至迎和門」，進至二妃寢宮行冊禮。禮畢，張淑妃、馬貞妃「各具禮服於仁壽宮，候上服皮弁服，升座，皇后亦具服升座」，向嘉靖帝及皇后行拜禮。仁壽宮位於西苑，而迎和門即為出入仁壽宮的大門。有學者認為二妃的冊禮與拜禮都在仁壽宮而非大內舉行，說明此時嘉靖帝、皇后與二妃都居住於西苑仁壽宮[1]。